# 인텔리비전

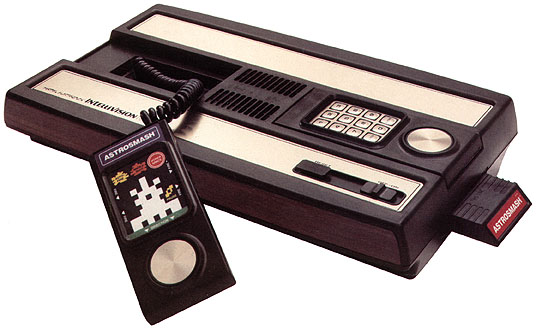
인텔리비전

인텔리비전(Intellivision)은 마텔(Mattel)이 1979년 발매한 가정용 게임기로 발매한 지 한 해도 채 못 되어 아타리 2600의 주 경쟁자가 되었다. 인텔리비전이란 인텔리전트 텔레비전(intelligent television)의 의미를 가지고 있다.

## 인기
1979년 4개의 게임과 함께 프레즈노와 캘리포니아에서 시범 판매되었으며 1980년 Las Vegas Poker & Blackjack 게임 카트리지를 포함해 299달러에 전국에서 판매되었다. 인텔리비전은 아타리에 도전하는 첫 게임기가 아님에도 불구하고 아타리의 시장지배력을 무너트릴 기기로 인식된 것은 George Plimpton이 특집기사로 아타리 2600에게 큰 타격을 줄 수 있는 게임기라고 소개했기 때문이었다.
인텔레비전은 발매 첫해동안 175,000대의 인텔리비전을 판매하였고 게임수도 19개로 늘었다. 인텔리비전의 모든 게임들은 APh 테크놀러지컬 컨설팅같은 외부 회사에서 개발되었는데 마텔은 게임같은 보조 공급선의 중요성을 인식하고 회사내에 소프트웨어 개발팀을 조직했는데 초기인원은 5명이었지만 나중에 110명이 넘었다.
1982년 판매량이 급상승하여 연말동안 200만대가 넘는 인텔리비전이 판매되었고 마텔은 1억달러의 수익을 냈는데 마텔과 인텔리비전 게임을 개발하기 시작한 액티비전, 이매직, 경쟁자인 아타리와 콜레코 모두에게 최고의 해였다. 마텔은 M Network 브랜드로 아타리와 콜레코용 게임을 제작했는데 백만개가 넘게 판매되었다.

## 키보드 컴포넌트
경쟁자인 아타리 2600이 게임 전용 기기를 추구했던 반면 인텔리비전은 포장과 광고물로 발매를 약속한 키보드 컴포넌트를 통해 완전한 기능의 가정용 컴퓨터로의 사용을 계획했으며 게임 플레이보다 교육적인 기기로 사용할 수 있다는 점은 부모들의 관심을 끌었다.
키보드 컴포넌트는 당시 대부분의 가정용 컴퓨터가 4~16K의 램을 사용했던 것에 비해 64K의 램과 내장 카셋트 드라이브, 별매의 40컬럼 써멀 프린터를 연결하기 위한 단자가 달려 있었다. 내장 카세트 드라이브는 컴퓨터 키보드 컴포넌트에 내장된 6502 CPU를 사용하여 데이터 저장과 함께 컴퓨터 제어로 녹음과 재생을 할 수 있었다. 또 키보드 컴포넌트에는 추가 카트리지 슬롯이 있었는데 인텔리비전(또는 마스터 컴포넌트, master component)을 연결한 후 일반 카트리지 게임을 할 수 있었다.
하지만 컴퓨터 업그레이드가 곧 가능할 것이라는 광고를 믿고 인텔리비전을 구입했던 소비자들의 불만은 미연방 공정 거래 위원회(FTC)에서 사기와 과대 광고로 마텔을 조사하게 만들었다. 마텔은 시험 판매와 소수의 키보드 컴포넌트를 제한된 상점에서 구입할 수 있다고 항변하였으나 FTC는 컴퓨터 업그레이드의 약속이 제대로 이행될 때까지 매달 10,000달러의 벌금을 낼 것을 판결했다. 1982년 가을, 키보드 컴포넌트는 공식적으로 취소되었고 엔터테인먼트 컴퓨터 시스템(ECS) 모듈이 그 역할을 하게 된다.

## 엔터테인먼트 컴퓨터 시스템(ECS)
키보드 컴포넌트가 가격 문제로 판매가 어렵게되자 마텔은 1981년 중반 저가의 컴퓨터 프로그래밍 목적의 교육기기인 베이직 개발 시스템(BDS : BASIC Development System)을 개발하는 임무를 위해 내부 엔지니어링 팀을 경쟁체제로 편성했다.
키보드 컴포넌트의 대체품 개발을 위해 서로 경쟁하게 된 엔지니어링 팀은 키보드 컴포넌트의 64K 램과 6502 보조 CPU같은 복잡한 기능을 없애고 2K 램, 간단한 기능의 베이직과 카셋트, 프린터 인터페이스를 가진 럭키(LUCKI: Low User-Cost Keyboard Interface)라는 저가의 대안품을 내놓았다.
1982년 크리스마스 시즌을 겨냥한 광고가 시작되었고 1983년 1월 라스베이거스의 컨슈머 일렉트로닉 쇼(CES)에 공식적으로 모습을 비추었다. 몇 달후 ECS는 시장에서 히트쳤으며 FTC는 벌금 지불 명령을 철회하였다. 그러나 마텔 경영진이 하드웨어 애드온보다 소프트웨어에 치중하기로 결정을 내려 ECS의 마케팅 지원은 감소했고 16K 램, 완전한 기능의 베이직같은 확장 기기 개발 계획은 취소되었으며 ECS용 소프트웨어 또한 12개만 발매되었다.

## 인텔리비전 II
1983년 ECS와 함께 ECS용 뮤직 키보드, 아타리 2600 게임을 할 수 있는 시스템 체인저, 분리형 컨트롤러와 케이스 디자인이 바뀐 새로운 모델인 인텔리비전 II가 발매되었다.
ECS와 마찬가지로 인텔리비전 II는 생산비 절감을 최우선으로 했는데 이전의 볼록한 버블 키패드를 평면 멤브레인으로 바꾸었는데 버튼을 누르는 느낌이 달라져 일부 게임은 플레이하기가 힘들다는 문제가 있었다.

## 경쟁과 시장 붕괴
1982년 콜레코비전, 아카디아 2001, 아타리 5200, 벡트렉스 등 새로운 게임기들이 잇따라 발매되면서 게임 시장의 경쟁은 더 치열해졌다. 인텔리비전은 Burger Time과 3D 안경 게임인 Hover Force로 선전하였으나 1983년 대량의 해고와 함께 150달러였던 인텔리비전 II의 가격이 69달러로 떨어져 마텔은 300만 달러의 손실을 입었다.
다른 회사들이 시장 붕괴로 게임계를 떠나거나 게임기 판매를 중단한 반면 인텔리비전은 마텔의 마케팅 담당자였던 Terry Valeski가 마텔로부터 인텔리비전의 재고와 소프트웨어등 모든 권한을 인수하여 INTV Corp라는 새회사를 설립하여 판매를 지속하였다. 인텔리비전 II의 재고가 바닥나자 INTV III라는 새로운 게임기를 발매하는데 오리지널 인텔리비전과 동일한 기기였으며 나중에 슈퍼 프로 시스템으로 이름을 변경했다. 또 INTV Corp는 1991년 게임기가 단종될때까지 새로운 게임도 지속적으로 개발했다.

## 사양
- CPU : 제너럴 인스트루먼트 CP1610, 16비트 894.886kHz
- RAM : 1352 바이트
  - 240 * 8비트 스크래치패드 메모리
  - 352 * 16비트 시스템 메모리
  - 512 * 8비트 그래픽 램
- ROM : 7168 바이트
  - 4096 * 10비트 (5120 바이트) 실행 롬
  - 2048 * 8비트 그래픽 롬
- 그래픽 : 제너럴 인스트루먼트 AY-3-8900-1
  - 해상도 160 * 196, 16색
  - 8*8, 8*16 스프라이트 8개
    - 가로(1x, 2x) 세로(1x, 2x, 4x, 8x) 확대, 반전 가능
    - 스프라이트와 스트라이트, 스프라이트와 배경, 스프라이트와 스크린 틀의 충돌 감지 가능
    - 전면, 배경 스프라이트 표시 우선 순위 선택 가능
- 사운드 : 제너럴 인스트루먼트 AY-3-8914, 3채널 1노이즈
- 2개의 컨트롤러
  - 0-9, 클리어, 엔터의 12 버튼 키패드와 옆면에 위치한 4개의 액션 버튼
  - 16방향의 디스크 패드
  - 키패드 위에 부착해 사용키를 한 눈에 보여주는 오버레이

## 그 이후
1998년 마텔이 인텔리비전 사업이 철수된지 오래 지나자 한 프로그래머들이 에뮬레이션로 개발하여 PC에서 사용하기도 하였다. 이를 지켜본 전 마텔 인텔리비전 사업팀과 개발팀들이 다시 한번 모여 인텔리비전 프로덕션 (Intellivision productions inc)을 설립해 지적저작권 관리 및 이식작업을 담당하여 인텔리비전 라이브(Intellivision Lives!)라는 명으로 PC와 매킨토시용부터 먼저 출시하여 발매하였고, 2003년에는 Realtime Associates가 공동 개발하여 플레이스테이션 2, 엑스박스, 게임큐브용으로 각각 1년마다 출시되었다. 얼마후에는 TV용 연결형 게임기로 발매되었고, 닌텐도 DS와 iOS용 개발되어 발매되었다.